# Сёстры Сун (фильм, 1997)
«Сёстры Сун» (иер. трад. 宋家皇朝, упр. 宋家皇朝, кант.-рус.: Сун цзя хуан чао, англ. The Soong Sisters) — гонконгская историческая драма 1997 года режиссёра Мэйбел Чун. Главные роли в фильме исполнили Мэгги Чун, Мишель Йео и Вивьен Ву.
Картина получила двенадцать номинаций на 17-й Гонконгской кинопремии, завоевав шесть наград. Также фильм был отмечен в трёх номинациях на кинофестивале «Золотая лошадь».

## Сюжет
Фильм рассказывает о жизни трёх сестер из влиятельной китайской семьи Сун, которые получили образование в США и вернулись в Китай, чтобы сыграть значительную роль в политической жизни страны. Каждая из сестёр вышла замуж за видных политических деятелей: Айлин за богатого бизнесмена, Цинлин за революционера Сунь Ятсена, а Мэйлин за лидера Китая Чан Кайши. Фильм показывает их разные пути и борьбу за власть.

## В ролях
- Мэгги Чун — Сун Цинлин
- Мишель Йео — Сун Айлин
- Вивьен Ву — Сун Мэйлин
- Уинстон Чао[англ.] — Сунь Ятсен
- У Син-куо[англ.] — Чан Кайши
- Цзян Вэнь — Чарли Сун[англ.]
- Элэйн Цзинь — Ни Квей-ценг (госпожа Сун)
- Ню Чжэньхуа — Кун Сянси
- Лю Цзинь — Чжан Сюэлян

## Награды и номинации
| Награды                     | Награды                             | Награды              | Награды   |
| Кинопремия                  | Категория                           | Лауреат / претендент | Результат |
| --------------------------- | ----------------------------------- | -------------------- | --------- |
| 17-я Гонконгская кинопремия | Лучший фильм                        | Сёстры Сун           | Номинация |
| 17-я Гонконгская кинопремия | Лучшая режиссёрская работа          | Мэйбел Чун           | Номинация |
| 17-я Гонконгская кинопремия | Лучший сценарий                     | Алекс Ло             | Номинация |
| 17-я Гонконгская кинопремия | Лучшая женская роль                 | Мэгги Чун            | Победа    |
| 17-я Гонконгская кинопремия | Лучшая женская роль второго плана   | Мишель Йео           | Номинация |
| 17-я Гонконгская кинопремия | Лучшая женская роль второго плана   | Вивьен Ву            | Номинация |
| 17-я Гонконгская кинопремия | Лучшая мужская роль второго плана   | Цзян Вэнь            | Победа    |
| 17-я Гонконгская кинопремия | Лучшая операторская работа          | Артур Вон            | Победа    |
| 17-я Гонконгская кинопремия | Лучшая работа художника             | Эдди Ма              | Победа    |
| 17-я Гонконгская кинопремия | Лучшая музыка                       | Китаро, Рэнди Миллер | Победа    |
| 17-я Гонконгская кинопремия | Лучшая работа художника по костюмам | Эми Вада             | Победа    |
| 17-я Гонконгская кинопремия | Лучшее звуковое оформление          | Чжан Цзинсян         | Номинация |
| 34-я Золотая лошадь         | Лучшая операторская работа          | Артур Вон            | Номинация |
| 34-я Золотая лошадь         | Лучшая работа художника             | Эдди Ма              | Победа    |
| 34-я Золотая лошадь         | Лучшая музыка                       | Китаро, Рэнди Миллер | Победа    |